# Thomas Cranmer
Thomas Cranmer (Aslockton, 2 de julio de 1489jul.-Oxford, 21 de marzo de 1556jul.) fue un sacerdote inglés y arzobispo de Canterbury durante los reinados de Enrique VIII, Eduardo VI y María I —por poco más de un año—. Colaboró en la anulación del matrimonio de Enrique VIII y Catalina de Aragón, que fue una de las causas del cisma de la Iglesia de Inglaterra con la Santa Sede. Junto a Thomas Cromwell, apoyó el principio de la supremacía real, en la que el monarca era considerado soberano sobre la Iglesia dentro de su reino.
Durante su mandato como arzobispo de Canterbury fue responsable de establecer las primeras estructuras doctrinales y litúrgicas de la iglesia reformada. No hizo cambios radicales en la Iglesia durante el reinado de Enrique VIII, debido a los conflictos de poder entre conservadores y reformistas religiosos. No obstante, tuvo éxito en la publicación del primer oficio religioso autorizado en lengua vernácula, Exhortación y letanía. Cuando Eduardo VI llegó al trono, Cranmer pudo promover reformas importantes. Escribió y compiló las dos primeras ediciones del Libro de Oración Común, una liturgia especial para la Iglesia de Inglaterra. Con la ayuda de varios reformadores continentales, a los que dio refugio, cambió la doctrina en áreas como la eucaristía, el celibato clerical, el rol de las imágenes en los lugares de culto y la veneración de santos. Cranmer promulgó las nuevas doctrinas a través del Libro de Oración Común, el Libro de homilías y otras publicaciones.
Fue enjuiciado por alta traición y herejía cuando ascendió al trono la católica María I. Encarcelado durante más de dos años y bajo presión de las autoridades eclesiásticas, Cranmer hizo varias retractaciones y, aparentemente, se reconcilió con la Iglesia católica. Sin embargo, en el día de su ejecución, se retractó de sus palabras en la cárcel y pereció como un hereje para los católicos y mártir para los reformistas ingleses. La muerte de Cranmer fue inmortalizada en El libro de los mártires y su legado sigue vivo dentro de la Iglesia de Inglaterra en su Libro de Oración Común y los «treinta y nueve artículos», una declaración de la fe anglicana basada en su obra.

## Orígenes

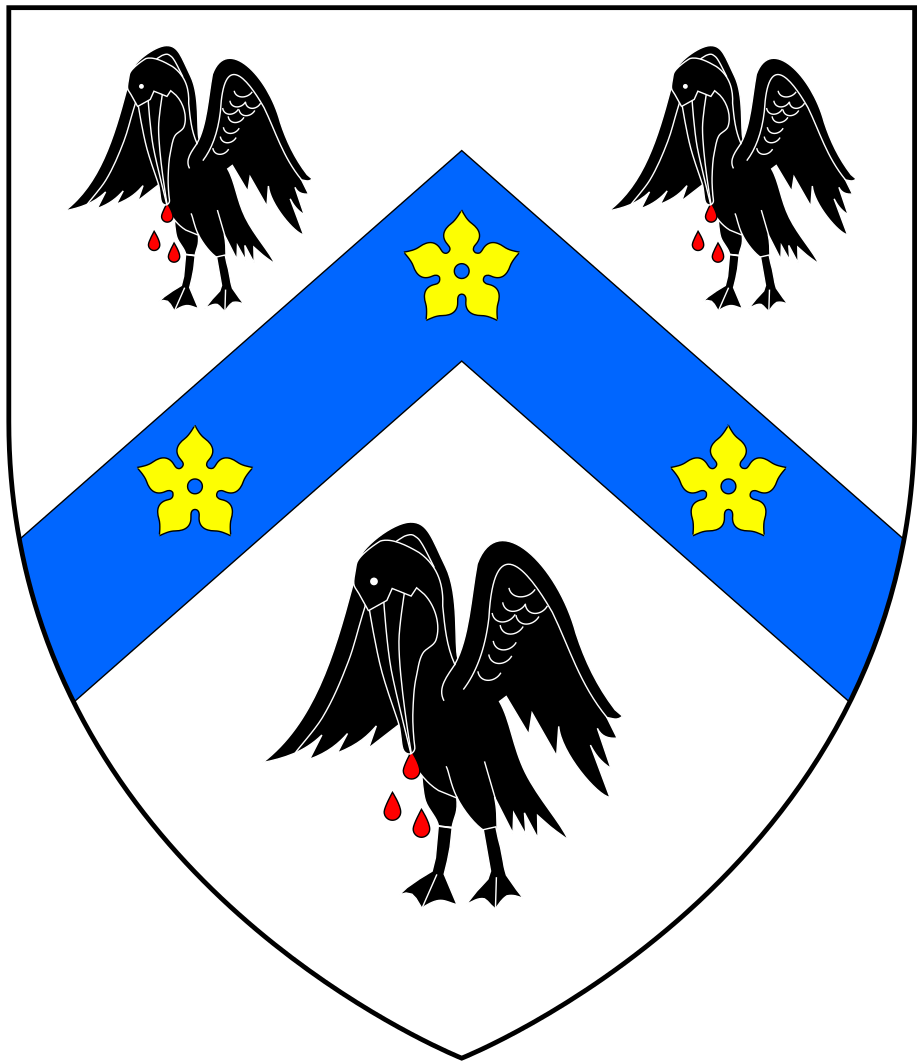
Las armas parlantes de la familia Cranmer eran: argén, un cheurón entre tres grullas azures. El blasón fue alterado por Enrique VII hacia 1544: argén, un cheurón de azur entre tres pelícanos de sable hiriéndose a sí mismos, decorado como muchas cinco-en-rama, porque «esas aves deberían significar para él que debería estar preparado, como lo está el pelícano, para derramar su sangre por sus jóvenes, criados en la fe de Cristo».

Nacido en 1489 en Aslockton (Nottinghamshire), era el hijo menor de Thomas Cranmer y su esposa Agnes Hatfield. El padre poseía una modesta riqueza y provenía de un linaje de caballeros establecido en la finca de Cranmer en Lincolnshire; tenía el título de lord of the manor (señor de la finca), que había llegado a su bisabuelo Edmund Cranmer por matrimonio con la heredera de los Aslacton, en la época del rey Enrique II. Más tarde pasó por una heredera de Cranmer al barón John Molyneux, quien la vendió al marqués de Dorchester y, en 1792, fue propiedad del representante del duque de Kingston. Una piedra ceremonial de uno de sus familiares en la iglesia de Whatton, cerca de Aslockton, tiene la siguiente inscripción: hic jacet thomas cranmer, armiger, qui obiit vicesimo septimo die mensis maii, anno d[omi]ni. md centesimo primo, cui[us] a[n]i[ma]e p[ro]p[i]cietur deus amen («Aquí yace Thomas Cranmer, muerto el 27 de mayo del año de nuestro señor 1601, a cuya alma puede Dios mirar con piedad. Amén»). El hijo mayor, John Cranmer, heredó el patrimonio familiar, mientras que Thomas y Edmund, el hijo menor, decidieron ingresar en el clero.

## Primeros años
Los historiadores no han encontrado información sobre la educación temprana de Cranmer. Probablemente asistió a una escuela primaria de su pueblo. A la edad de catorce años, dos años después de la muerte de su padre, fue enviado al recién creado Jesus College de Cambridge. Le tomó ocho años alcanzar su Bachelor of Arts con un plan de estudios de lógica, literatura clásica y filosofía. Durante este tiempo, empezó a coleccionar libros escolásticos medievales, que conservó durante toda su vida. Para su maestría eligió un plan de estudios diferente, enfocándose en los humanistas Jacques Lefèvre d'Étaples y Erasmo. Esta vez progresó sin retrasos y terminó el curso en tres años. Poco después de recibir su Master of Arts en 1515, fue elegido para una beca del Jesus College. En algún momento después de obtener su maestría, se casó con una joven llamada Joan. Debido a que todavía no era sacerdote, se vio obligado a renunciar a su beca, lo que provocó la pérdida de su residencia en el Jesus College. Para mantener a su esposa y a sí mismo, buscó trabajo como profesor adjunto en el Buckingham Hall (posteriormente reformado como Magdalene College). Cuando Joan murió en su primer parto, la administración del Jesus College expresó su consideración hacia Cranmer al restablecerle la beca. Comenzó a estudiar teología y fue ordenado hacia el año 1520, aunque la universidad ya le había nombrado como uno de sus predicadores. Recibió su título de Doctor of Divinity en 1526.
No se sabe mucho del pensamiento y las experiencias de Cranmer en sus tres décadas en Cambridge. Tradicionalmente, ha sido retratado como un humanista cuyo entusiasmo por los estudios bíblicos le prepararon para la adopción de las ideas luteranas, que se propagaron durante los años 1520. Sin embargo, un estudio de su marginalia revela una antipatía temprana a Martín Lutero y admiración por Erasmo. El cardenal Wolsey, lord canciller del rey, seleccionó a varios académicos de Cambridge (entre ellos Edward Lee, Stephen Gardiner y Richard Sampson) para enviarlos como diplomáticos al continente europeo; Cranmer fue elegido para un puesto menor en la embajada inglesa en España.

## Al servicio del rey Enrique VIII
El primer matrimonio de Enrique VIII tuvo origen en 1502, cuando falleció Arturo, su hermano mayor. Su padre, Enrique VII, desposó a la entonces viuda de Arturo, Catalina de Aragón, para el futuro rey. El compromiso planteó cuestiones relacionadas con la prohibición bíblica contra la unión conyugal de la esposa de un hermano (cf. Levítico 18 y 20). La pareja se casó en 1509 y, después de una serie de abortos involuntarios, tuvieron una hija (María) en 1516. A mediados de los años 1520, Enrique VIII no tenía un hijo varón que pudiera nombrar su heredero. Consideró que era un signo de la ira de Dios e hizo negociaciones con la Santa Sede para conseguir la nulidad matrimonial. El cardenal Wolsey tuvo la tarea de procesar su caso y abrió consultas con expertos universitarios. A partir de 1527, Cranmer ayudó en el proceso de anulación, al mismo tiempo que cumplía sus deberes de catedrático en Cambridge.
En el verano de 1529, Cranmer se hospedó con unos parientes en la parroquia de Waltham Holy Cross para evitar un brote de la peste en Cambridge. Dos de sus compañeros de Cambridge, Stephen Gardiner y Edward Foxe, le acompañaron. Los tres discutieron el tema de la nulidad matrimonial y Cranmer sugirió omitir la causa legal en Roma a cambio de un sondeo general de las opiniones de teólogos universitarios de Europa. Enrique VIII mostró interés en esta idea cuando Gardiner y Foxe le presentaron el plan. No se sabe si el rey o su lord canciller, Tomás Moro, aprobó explícitamente el plan. Finalmente se implementó y se pidió a Cranmer unirse al equipo real en Roma para recabar opiniones de las universidades. Edward Foxe coordinó las actividades de investigación y el equipo compiló el Collectanea satis copiosa (lit., Las colecciones suficientemente abundantes) y Las determinaciones (The Determinations), un argumento histórico y teológico de que el rey ejerce la jurisdicción suprema dentro de su reino. Sus primeras entrevistas con reformadores continentales fueron con Simon Grynaeus —humanista radicado en Basilea—, Ulrico Zuinglio y Juan Ecolampadio, seguidores de los reformistas suizos. En el verano de 1531, Grynaeus hizo una larga visita a Inglaterra para ofrecerse como intermediario entre el rey y los reformistas continentales. Entabló amistad con Cranmer y, después de regresar a Basilea, escribió sobre él al reformador alemán Martín Bucero en Estrasburgo. Estos primeros acercamientos dieron comienzo a la relación de Cranmer con los reformadores de Estrasburgo y Suiza.
En enero de 1532, Cranmer fue nombrado embajador residente en la corte del emperador del Sacro Imperio, Carlos V. Mientras el emperador viajaba por su reino, Cranmer le siguió hasta su residencia en Ratisbona. Pasó por la ciudad luterana de Núremberg y observó por primera vez los efectos de la Reforma. Cuando la dieta imperial se trasladó a esa ciudad en el verano, Cranmer se reunió con uno de los teólogos reformistas, Andreas Osiander. Se hicieron buenos amigos y, en julio, Cranmer intentó casarse con la sobrina de la esposa de Osiander, Margarete. En ese país el matrimonio le obligaba a abandonar su voto sacerdotal de celibato. No la tomó como su amante, como era la costumbre predominante con los sacerdotes para quienes el celibato era demasiado riguroso. Debido a la compleja situación política de Inglaterra en esos años, mantuvo su matrimonio en secreto. Los estudiosos señalan que Cranmer empezó a identificarse —aunque de manera moderada en esta etapa— con ciertos principios luteranos. No obstante, no pudo asimilar este progreso en su vida política, ya que fue incapaz de convencer al emperador Carlos V, sobrino de Catalina, de que apoyase la nulidad matrimonial de su tía.

## Arzobispo de Canterbury

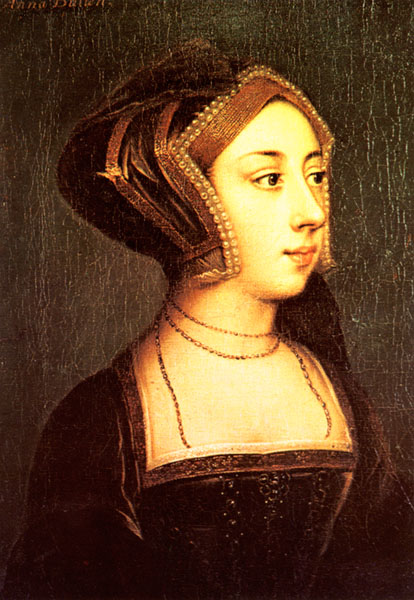
La familia de Ana Bolena aseguró el nombramiento de Cranmer como arzobispo de Canterbury.

Mientras seguía a Carlos V en su travesía por Italia, recibió una carta real del 1 de octubre de 1532 informándole que el rey Enrique VIII le había nombrado arzobispo de Canterbury, para sustituir al fallecido William Warham. En la misiva, el rey ordenó que Cranmer debía regresar a Inglaterra. El nombramiento estuvo asegurado por la familia de Ana Bolena, a quien Enrique VIII estaba cortejando. El ascenso de Cranmer causó gran sorpresa en Londres, pues él solo había ocupado cargos de menor importancia en la Iglesia de Inglaterra. El papado quería evitar la ruptura total con Inglaterra y, buscando complacer al rey, el romano pontífice autorizó el nombramiento. Cranmer abandonó Mantua el 19 de noviembre y llegó a Inglaterra a principios de enero. El rey financió personalmente las bulas papales necesarias para la promoción de Cranmer. Las bulas fueron adquiridas fácilmente debido a que el nuncio papal tenía la orden de complacer al gobierno inglés, en un esfuerzo para evitar una ruptura diplomática. Las bulas llegaron el 26 de marzo de 1533 y Cranmer fue consagrado obispo el 30 de marzo en la capilla de San Esteban, por John Longland, obispo de Lincoln, John Vesey, obispo de Exeter, y Henry Standish, obispo de St Asaph. Algunos alegan que nunca fue consagrado arzobispo, pero el historiador Diarmaid MacCulloch asegura que esto no es cierto, ya que existen actas donde consta que Cranmer fue consagrado y autorizado por el propio papa. Mientras esperaban las bulas, Cranmer continuó trabajando en el caso de nulidad matrimonial del rey, lo que implicaba mayor urgencia después de que Ana anunció su embarazo. Enrique VIII y Ana Bolena se casaron en secreto el 24 o 25 de enero de 1533, en presencia de un puñado de testigos. Cranmer no se enteró del matrimonio hasta quince días después.
En los siguientes meses, Cranmer y el rey trabajaron en establecer procedimientos legales sobre cómo el matrimonio del monarca sería juzgado por clérigos de alto rango. Se conservan varios borradores de estos procedimientos en cartas escritas entre ambos. Una vez acordados, Cranmer abrió las sesiones judiciales el 10 de mayo e invitó a Enrique VIII y Catalina de Aragón a comparecer. Gardiner representó al rey, pero Catalina no fue ni envió a ningún delegado. El 23 de mayo, Cranmer pronunció su sentencia y declaró que el matrimonio de Enrique VIII y Catalina de Aragón estaba en contra de la ley de Dios. Incluso, emitió una amenaza de excomunión si Enrique VIII no se mantenía alejado de Catalina. Enrique VIII era libre para casarse y, el 28 de mayo, Cranmer validó el matrimonio de Enrique VIII y Ana Bolena. El 1 de junio, Cranmer coronó y ungió como reina a Ana y le entregó su cetro y vara. El papa Clemente VII se enfureció por este atrevimiento, pero no pudo adoptar medidas decisivas cuando fue presionado por otros monarcas a que no permitiera una ruptura irreparable con Inglaterra. No obstante, el 9 de julio, excomulgó provisionalmente a Enrique VIII y sus asesores (incluyendo a Cranmer) y revertiría la decisión si el rey repudiaba a su nueva esposa antes de finales de septiembre. El rey no cedió y, el 7 de septiembre, su esposa dio a luz a Isabel. Cranmer bautizó a la bebé inmediatamente después del nacimiento y fue uno de sus padrinos.
El historiador Paul Ayris argumentó que es difícil evaluar qué puntos de vista teológicos de Cranmer evolucionaron desde sus días en Cambridge. Existe evidencia de que continuó apoyando el humanismo, pues renovó la contribución monetaria a Erasmo que anteriormente era concedida por el arzobispo Warham. En junio de 1533 se enfrentó a la difícil tarea de no solo disciplinar a un reformador, sino también verlo quemado en la hoguera. John Frith fue condenado a muerte por sus opiniones sobre la eucaristía, pues había negado la presencia real de Jesús. Cranmer personalmente trató sin éxito de persuadirle a cambiar sus ideas. Aunque rechazó el radicalismo de Frith, desde 1534 Cranmer claramente había señalado que había roto con el catolicismo y establecido una nueva línea teológica. También avaló la causa de la reforma con la sustitución gradual de los clérigos de su provincia eclesiástica con hombres que seguían su nueva forma de pensar, como Hugh Latimer. Además, intervino en disputas religiosas y protegió a los reformistas ante los conservadores religiosos que deseaban mantener el vínculo con Roma.

## Bajo la vicerregencia

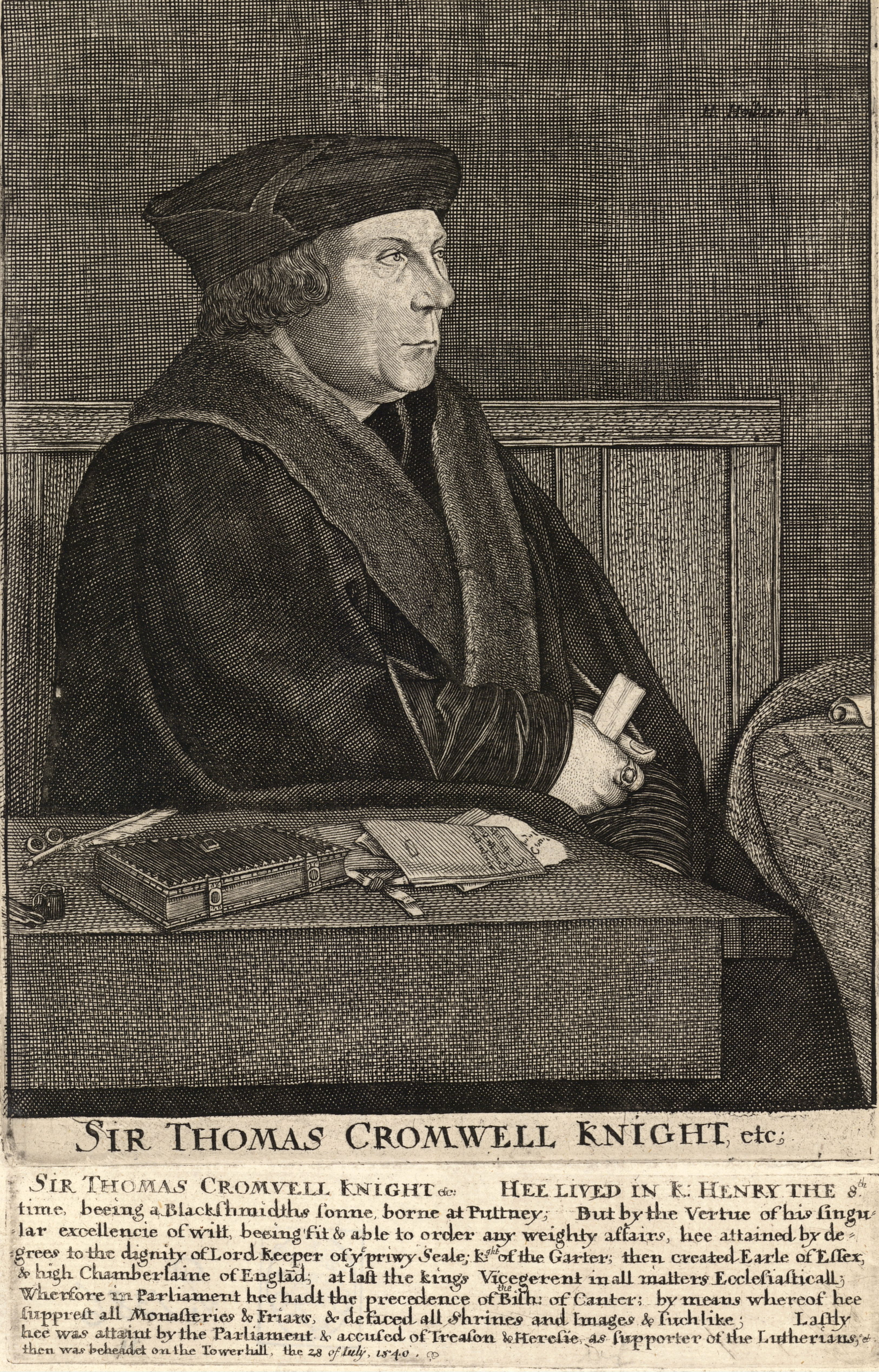
Thomas Cromwell fue el vicerregente para asuntos espirituales del rey.

Cranmer no fue aceptado de inmediato por los obispos en su provincia eclesiástica. Cuando hacía una visita pastoral, evitaba los lugares donde un obispo conservador residente pudiera hacerle un embarazoso desafío a su autoridad. En 1535, tuvo encuentros complicados con John Stokesley, John Longland y Stephen Gardiner, entre otros, quienes se opusieron al poder y derechos de Cranmer y argumentaron que el Acta de Supremacía no definía su rol. Esto impulsó a Thomas Cromwell, primer ministro del rey, a crear y ocupar el cargo de vicerregente, el jefe supremo adjunto de asuntos eclesiásticos. También activó otras instituciones que dieron una estructura clara a la supremacía real. Por tanto, el arzobispo fue eclipsado por el vicerregente Cromwell en lo que respecta a la jurisdicción espiritual del rey. No existe evidencia de que Cranmer se resintiera por esta posición inferior. Aunque era un erudito excepcional, carecía de la capacidad política para confrontar incluso a los oponentes clericales. Cromwell se hizo cargo de estos asuntos.
El 29 de enero de 1536, cuando Ana Bolena abortó un hijo, el rey empezó a reflexionar de nuevo sobre las prohibiciones bíblicas que había perseguido durante su matrimonio con Catalina de Aragón. Poco después del aborto espontáneo, el rey se interesó por otra mujer, Juana Seymour. Para el 24 de abril, había encargado a Cromwell que preparara el caso de un divorcio, pero sin decirle quiénes eran cónyuges. Sin darse cuenta de estos planes, Cranmer continuó con sus labores habituales, como escribir cartas a Cromwell sobre asuntos de poca importancia hasta el 22 de abril. El 2 de mayo, Ana fue enviada a la Torre de Londres y Cranmer fue convocado urgentemente por Cromwell. Al día siguiente, Cranmer envió una carta al rey en la que expresó sus dudas sobre la culpabilidad de la reina y destacó su estima por Ana, pero después de que fue entregada se resignó al hecho de que el fin del matrimonio de Enrique VIII y Ana Bolena era inevitable. El 16 de mayo, Ana recibió su última confesión mientras permanecía en la Torre de Londres. Al día siguiente, Cranmer pronunció la nulidad del matrimonio. Dos días más tarde, Ana fue ejecutada. MacCulloch documenta que Cranmer fue uno de los pocos que lamentó públicamente su muerte.
La vicerregencia atrajo una serie de reformas bajo la supervisión del rey. Se instituyó un balance entre conservadores y reformistas y esto fue materializado en los «diez artículos», el primer intento de Enrique VIII por definir las creencias de la Iglesia. Los artículos estaban estructurados en dos partes. Los primeros cinco artículos mostraban la influencia de los reformistas al reconocer solo tres de los antiguos siete sacramentos: el bautismo, la eucaristía y la penitencia. Los últimos cinco artículos reflejaban las opiniones de los tradicionalistas: establecieron las funciones de las imágenes, santos, ritos, ceremonias y sobre el purgatorio. Se conservan los dos primeros borradores del documento y manifiestan los diferentes puntos de vida del equipo de teólogos. La competencia entre conservadores y reformistas se observa en las correcciones hechas por Cranmer y Cuthbert Tunstall, obispo de Durham. La producto final tenía aspectos que agradaban y molestaban a ambas partes del debate. Para el 11 de julio, Cranmer, Cromwell y la Convocatoria (la asamblea general del clero) habían suscrito los «diez artículos».
En el otoño de 1536, el norte de Inglaterra convulsionó en una serie de levantamientos conocidos colectivamente como la «Peregrinación de Gracia», la oposición más importante a las políticas de Enrique VIII. Cromwell y Cranmer eran los principales objetivos de la furia de los manifestantes. Cromwell y el rey trabajaron para sofocar agresivamente la rebelión, mientras que Cranmer mantuvo un bajo perfil. Después de esto estaba claro que el poderío de Enrique VIII se encontraba a salvo, por lo que el gobierno tomó la iniciativa para remediar las deficiencias evidentes de los «diez artículos». El resultado después de meses de debate fue Institución de un hombre cristiano (The Institution of a Christian Man), informalmente conocida desde la primera edición como Libro de los obispos (Bishops' Book). Inicialmente, esta obra fue propuesta en el primer sínodo vicegerencial, ordenado por Cromwell en febrero de 1537 para toda la Iglesia. Cromwell inauguró el proceso, pero como el sínodo avanzaba, Cranmer y Foxe asumieron la presidencia y la coordinación. La mayor parte de la edición final fue redactada por Foxe y el libro fue publicado a finales de septiembre. Incluso después de la impresión, la situación del libro permanecía incierta porque el rey no le había dado su pleno apoyo. En una carta a medio terminar, Enrique VIII escribió que no había leído el libro, pero apoyaba su impresión. Probablemente, su atención estaba centrada en el embarazo de Juana Seymour y el nacimiento de un hijo varón, Eduardo, que Enrique VIII había buscado durante mucho tiempo. Juana murió poco después de dar a luz y su funeral se celebró el 12 de noviembre. Ese mes, Enrique VIII comenzó a trabajar en el Libro de los obispos. Sus enmiendas fueron enviadas a Cranmer, Sampson y otros para obtener sus comentarios. Las respuestas de Cranmer al rey fueron más confrontativas y con argumentación más extensa que las de sus colegas. Las declaraciones ambiguas revelan un apoyo a la teología reformada como la justificación por la fe o sola fide («por la fe sola») y la predestinación. No obstante, sus palabras no convencieron al rey. Una nueva declaración de fe se retrasaría hasta 1543 con la publicación del Libro del Rey (King's Book).
En 1538, el rey y Cromwell recibieron a príncipes luteranos para discutir la formación de una alianza política y religiosa. Enrique VIII pudo establecer una nueva embajada de la Liga de Esmalcalda en el verano de 1537. Los luteranos estuvieron complacidos y enviaron una delegación conjunta de varias ciudades alemanas, en la que iba Friedrich Myconius, colega de Martín Lutero. Los representantes llegaron a Inglaterra el 27 de mayo de 1538. Luego de las reuniones iniciales con el rey, Cromwell y Cranmer, las discusiones sobre las diferencias teológicas se trasladaron al Palacio de Lambeth, bajo la dirección de Cranmer. El progreso para alcanzar un acuerdo fue lento, debido en parte a que Cromwell estaba demasiado ocupado en ayudar a acelerar los debates y también porque el equipo de negociación en el lado inglés estaba equilibrado entre conservadores y reformistas. Las reuniones se prolongaron durante el verano. Poco a poco, los alemanes se desanimaron a pesar de los esfuerzos del arzobispo. Sin embargo, a principios de año fueron muy afectados por la muerte de un colega de Cranmer, Edward Foxe, quien estaba en el consejo privado de Enrique VIII. En su reemplazo, el rey eligió a un rival conservador de Cranmer, Cuthbert Tunstall, que fungió como consejero ante el rey. El 5 de agosto, los delegados alemanes enviaron una carta al rey sobre tres elementos que les preocupaban particularmente (el celibato obligatorio del clero, la concesión del cáliz de los laicos y el mantenimiento de misas privadas para los muertos). Tunstall logró influir en la decisión del rey. El resultado fue que Enrique VIII desestimó cada una de las principales preocupaciones de los alemanes. Aunque Cranmer rogó a los representantes que continuaran con las negociaciones bajo el argumento de «considerar las muchas miles de almas en Inglaterra» en juego, el 1 de octubre abandonaron el país sin haber hecho ningún logro sustancial.

## Reversión de las reformas

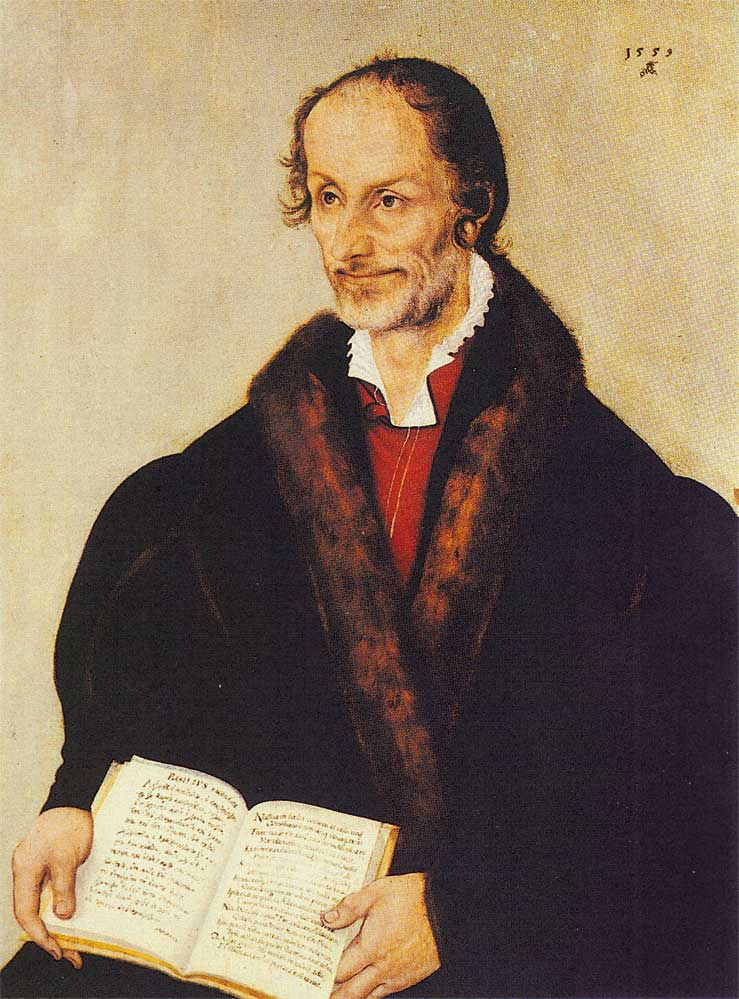
Felipe Melanchthon fue el reformista continental que más admiraba Enrique VIII. En 1552, Cranmer lo invitó a participar en un concilio ecuménico en Inglaterra.

El reformista Felipe Melanchthon sabía que Enrique VIII le admiraba mucho. A principios de 1539, Melanchthon escribió varias cartas al rey de Inglaterra para criticar sus puntos de vista sobre la religión, en particular, su apoyo del celibato clerical. A finales de abril, otra delegación de príncipes luteranos llegó para aprovechar las exhortaciones de Melanchthon. Cromwell manifestó al rey su apoyo a la nueva misión luterana. No obstante, el rey había empezado a cambiar su postura y se concentró en complacer a los conservadores ingleses en lugar de los luteranos. El 28 de abril de 1539, el Parlamento se reunió por primera vez en tres años. Cranmer estuvo presente, pero Cromwell no pudo asistir por problemas de salud. El 5 de mayo, la Cámara de los Lores creó un comité con el equilibrio habitual entre conservadores y reformistas para examinar y definir la doctrina, pero el comité tuvo poco tiempo para hacer lo necesario para una revisión detallada. El 16 de mayo, el duque de Norfolk señaló que el comité no acordó soluciones y propuso que los lores examinaran seis preguntas, que finalmente constituyeron la base de los «seis artículos». Mantuvieron la interpretación conservadora de doctrinas como la presencia real, el celibato del clero y la necesidad de confesión auricular (confesión privada de los pecados a un sacerdote). Debido a que el Acta de los Seis Artículos estaba avanzando en el Parlamento, Cranmer se mudó con su esposa e hijos fuera de Inglaterra por seguridad. Hasta ese momento, la familia se mantuvo escondida en silencio, probablemente en el Palacio Ford (Kent). La ley fue aprobada a finales de junio y obligó a Latimer y Nicholas Shaxton a renunciar a sus diócesis dada su abierta oposición.
El contratiempo para los reformistas duró poco. En septiembre, Enrique VIII estaba disgustado con los resultados del Acta y sus promulgadores; Cranmer y Cromwell volvieron a darle consejo. El rey solicitó a su arzobispo la redacción de un nuevo prefacio para la Gran Biblia, una traducción al inglés de las Sagradas Escrituras publicada por primera vez en abril de 1539 bajo la dirección de Cromwell. El prefacio fue elaborado como un sermón dirigido a los lectores. Mientras, Cromwell estaba encantado de que su plan de matrimonio entre Enrique VIII y Ana de Cléveris, hermana de un príncipe alemán, fuese aceptado por el rey. En su opinión, este matrimonio podría restablecer las relaciones con la Liga de Esmalcalda. Enrique VIII se desanimó cuando conoció a Ana el 1 de enero de 1540, pero se casó con ella de mala gana el 6 de enero en una ceremonia oficiada por Cranmer. Sin embargo, el matrimonio terminó en desastre cuando Enrique VIII decidió poco después que pediría el divorcio. Esto colocó al monarca en una posición embarazosa y Cromwell sufrió igualmente las consecuencias. Sus viejos enemigos, como el duque de Norfolk, aprovecharon la debilidad de Cromwell y lo detuvieron el 10 de junio. De inmediato, perdió el apoyo de todos sus amigos, entre ellos Cranmer. Sin embargo, como había hecho con Ana Bolena, Cranmer escribió una carta al rey defendiendo el trabajo realizado por Cromwell. El 9 de julio, el matrimonio de Enrique VIII con Ana de Cléveris fue anulado rápidamente por el sínodo vicegerencial, ahora dirigido por Cranmer y Gardiner.
Tras la nulidad matrimonial, Cromwell fue ejecutado el 28 de julio. Ahora, Cranmer se encontraba en una posición políticamente prominente, sin que otra persona pudiera estorbarle. Durante el resto del reinado de Enrique VIII, se aferró a la autoridad del monarca. El rey tenía plena confianza en él y, a cambio, Cranmer no le podía ocultar ningún asunto. A finales de junio de 1541, Enrique VIII y su nueva esposa, Catalina Howard, fueron a su primera visita al norte de Inglaterra. Cranmer se quedó en Londres como miembro de un consejo que atendía los asuntos del rey en su ausencia. Sus compañeros fueron el lord canciller Thomas Audley y Edward Seymour, conde de Hertford. Esta fue la primera posición importante de Cranmer fuera de la Iglesia. En octubre, mientras el rey y la reina estaban lejos, un reformista llamado John Lascelles reveló a Cranmer que Catalina Howard había tenido relaciones extramaritales. Cranmer informó a Audley y Seymour y decidieron esperar hasta el regreso de Enrique VIII. Asustados de enfurecer al rey, Audley y Seymour sugirieron que Cranmer diera la noticia, quien pasó discretamente el mensaje al rey durante la misa el día de Todos los Santos. Una investigación demostró las indiscreciones matrimoniales y Catalina Howard fue ejecutada en febrero de 1542.

## Apoyo del rey

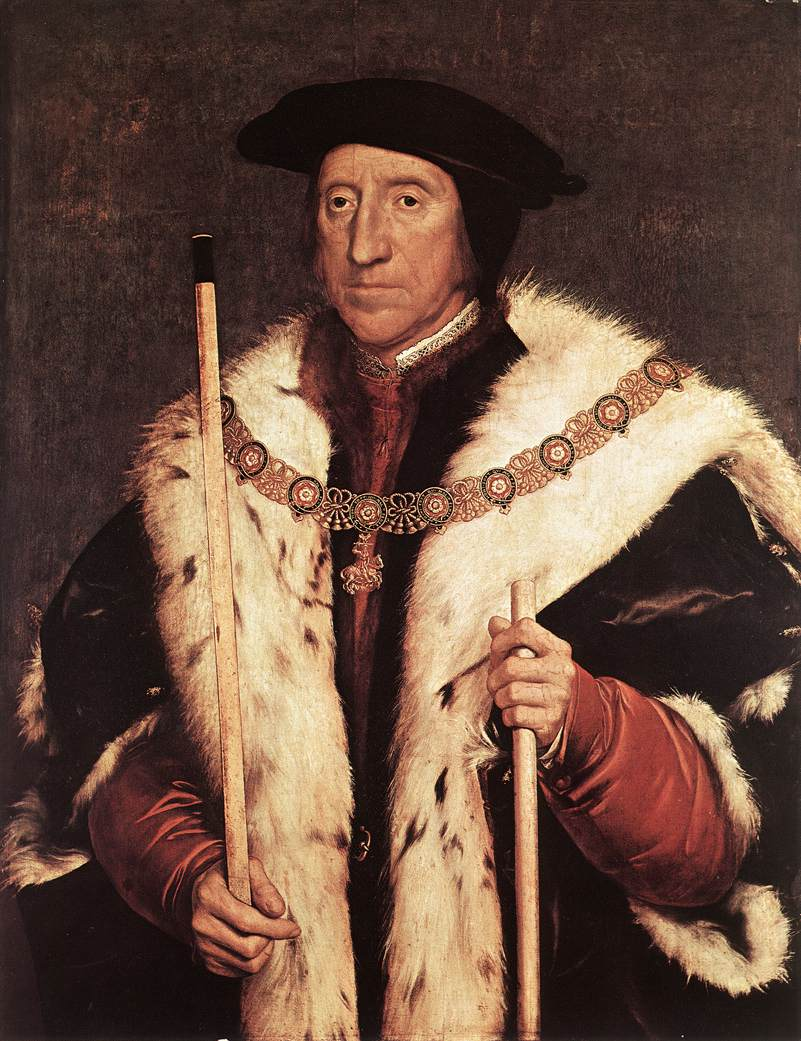
Thomas Howard, duque de Norfolk, uno de los principales enemigos de Cranmer.

En 1543, varios clérigos conservadores de Kent se unieron para atacar y denunciar a dos reformistas —Richard Turner y John Bland— ante el consejo privado. Presentaron acusaciones ante el consejo, pero, en el último momento, el sobrino de Stephen Gardiner —Germain Gardiner— agregó más denuncias. Estas acusaciones iban dirigidas contra Cranmer y enumeraban supuestas fechorías en 1541. Este documento y las acciones que siguieron fueron el principio del denominado «complot de los prebendados». Las cartas con las denuncias fueron entregadas al consejo en Londres y, probablemente, leídas el 22 de abril de 1543. Posiblemente, el rey vio los artículos contra Cranmer esa noche. Sin embargo, el arzobispo apareció en el consejo sin saber que se hizo un ataque a su persona. Sus comisionados en el Palacio de Lambeth trataron específicamente con el caso de Turner, quien fue absuelto ante la furia de los conservadores.
Mientras se desarrollaba el complot contra Cranmer, los reformistas eran atacados desde otros frentes. El 20 de abril, la Convocatoria volvió a reunirse para considerar la revisión del Libro de los obispos. Cranmer presidió los subcomités, pero los conservadores fueron capaces de revertir muchos avances reformistas, como la justificación por la fe. El 5 de mayo, concluyeron una nueva revisión llamada Una doctrina y erudición necesaria para cualquier hombre cristiano (A Necessary Doctrine and Erudition for any Christian Man) o Libro del Rey. Doctrinalmente, era mucho más conservadora que el Libro de los obispos. El 10 de mayo, los reformistas tuvieron otro infortunio. El Parlamento aprobó el Acta para la Promoción de la Verdadera Religión, que abolió «libros erróneos» y restringió la lectura de la Biblia en inglés a personas con el estatus de noble. De mayo a agosto, interrogaron a los reformistas y los obligaron a elegir entre la retractación o la cárcel.
Durante cinco meses, Enrique VIII no intervino en las acusaciones contra su arzobispo. Finalmente, Cranmer se dio cuenta de la conspiración por el propio rey. Según Ralph Morice, secretario del arzobispo, en algún momento de septiembre de 1543 el rey mostró a Cranmer un documento que resumía las acusaciones en su contra. Se realizó una investigación y Cranmer fue nombrado investigador en jefe. Hicieron allanamientos y redadas sorpresa, reunieron la evidencia e identificaron a los cabecillas. Cranmer tenía intenciones de someter a los clérigos implicados en la conspiración a una humillación pública, pero finalmente los perdonó y siguió empleando sus servicios. Para demostrarle su confianza, Enrique VIII le dio su sello personal. Cuando el consejo privado arrestó a Cranmer a finales de noviembre, los nobles no pudieron proceder porque tenía el símbolo de confianza del rey. El complot terminó con dos dirigentes de segundo rango encarcelados y Germain Gardiner condenado a muerte.

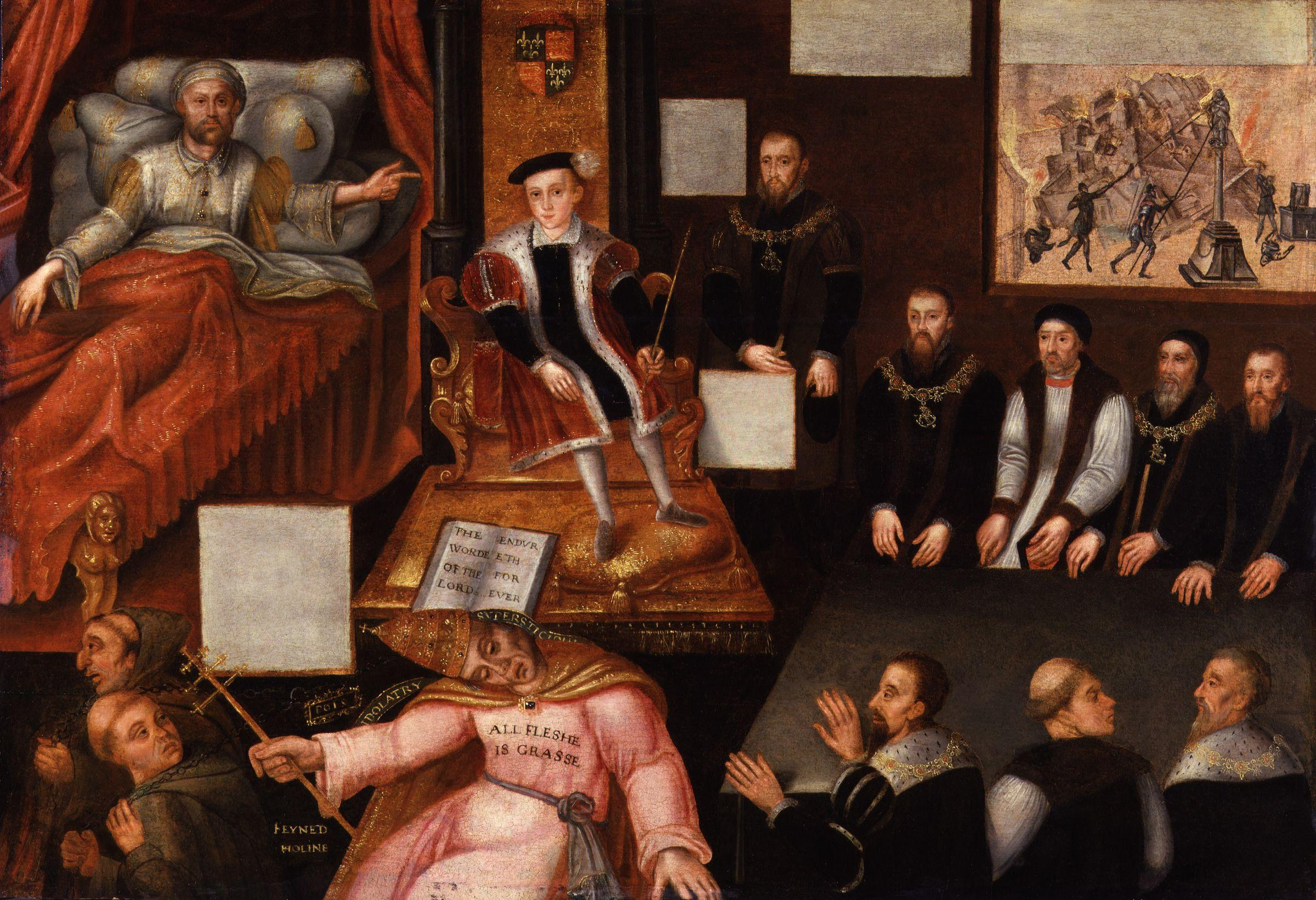
El moribundo Enrique VIII y su hijo Eduardo con sus tíos (Edward y Thomas Seymour) y Cranmer.

Con el ambiente favorable, Cranmer continuó tranquilamente sus actividades para reformar la Iglesia, sobre todo la liturgia. El 27 de mayo de 1544, publicó el primer oficio religioso autorizado en lengua vernácula, un servicio de procesión intercesora conocido como Exhortación y letanía (Exhortation and Litany). Hoy en día, sobrevive con modificaciones menores en el Libro de Oración Común. La letanía tradicional emplea invocaciones a los santos, pero Cranmer reformó profundamente este aspecto para no brindar ninguna oportunidad en el texto a esa veneración. Se eligieron reformistas adicionales a la Cámara de los Comunes y la nueva legislación frenó los efectos del Acta de los Seis Artículos y el Acta para la Promoción de la Verdadera Religión.
En 1546, una coalición de conservadores —entre ellos Gardiner, el duque de Norfolk, el lord canciller Wriothesley y Edmund Bonner, obispo de Londres— hicieron un último intento por detener a los reformistas. Varios clérigos simpatizantes de Cranmer fueron atacados. Algunos, como Lascelles, murieron quemados en la hoguera. Sin embargo, Edward Seymour y John Dudley —nobles reformistas de mayor poder político— regresaron a Inglaterra luego de pasar el verano en el extranjero y frustraron el plan de los conservadores. En otoño, dos incidentes inclinaron la balanza. Gardiner fue el primero en caer cuando se negó ante el rey a convenir para el intercambio de bienes episcopales y el hijo del duque de Norfolk fue acusado de traición y ejecutado. No existe evidencia de que Cranmer tuviera algo que ver en estas contiendas políticas y no hubo otros complots cuando la salud del rey decayó en sus últimos meses de vida. Cranmer realizó sus deberes finales para el rey el 28 de enero de 1547 cuando leyó una declaración de fe reformada mientras tomaba de la mano de Enrique VIII en lugar de darle los rituales para su buen morir. Cranmer lamentó la muerte de Enrique VIII y años después comentó que demostraba su pesar dejándose crecer la barba. También representaba un símbolo de su ruptura con el pasado. Los reformistas continentales se dejaban crecer la barba para expresar su rechazo de la antigua Iglesia y este simbolismo era muy conocido en Inglaterra. El 31 de enero, fue uno de los albaceas de la última voluntad del rey que nominaron a Edward Seymour como lord protector y dio la bienvenida al nuevo rey, Eduardo VI.

## Doctrinas reformadas

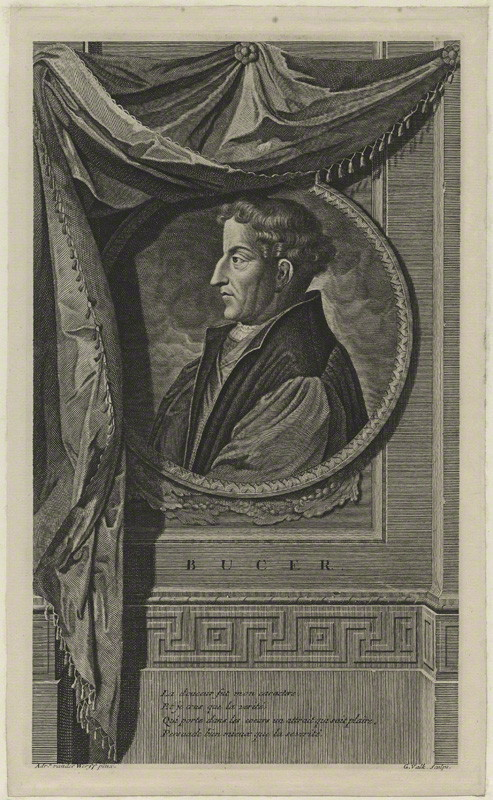
Martín Bucero, quien había mantenido correspondencia con Cranmer durante muchos años, se vio obligado a huir a Inglaterra.

Bajo la regencia de Seymour, los reformistas eran parte de la clase dirigente. En agosto de 1547 hubo una visita real a las provincias y cada parroquia fue instruida a conseguir una copia de las nuevas homilías. Este libro constaba de doce homilías, de las cuales cuatro fueron escritas por Cranmer. Su reafirmación de la doctrina de la justificación por la fe provocó una reacción negativa de Gardiner. En la «Homilía sobre las buenas obras unidas a la fe» (Homily of Good Works annexed to Faith), Cranmer atacó el monacato y la importancia de ciertas acciones personales que intervienen en las recitaciones litúrgicas y ceremonias. Por tanto, redujo la variedad de buenas obras que se consideraban necesarias y reforzó la primacía de la fe. En cada parroquia visitada, se establecieron medidas cautelares que resolvieron «... suprimir cualquier imagen a la que se atribuya alguna sospecha de devoción».
Sus puntos de vista sobre la eucaristía, que ya se habían alejado de la doctrina católica tradicional, recibieron otro empujón de los reformistas continentales. Cranmer había mantenido contacto con Martín Bucero desde las primeras conversaciones con la Liga de Esmalcalda. Sin embargo, la relación entre ambos se hizo más cercana debido a la victoria de Carlos V sobre la Liga en Mühlberg, que convirtió a Inglaterra en la única nación poderosa que daba refugio a reformistas perseguidos. Cranmer escribió una carta a Bucero (ahora perdida) con preguntas sobre la teología eucarística. En la constestación, con fecha 28 de noviembre de 1547, Bucero negaba la presencia real y condenaba la transubstanciación y adoración de los elementos. La carta fue entregada a Cranmer por dos teólogos reformados italianos —Pedro Mártir Vermigli y Bernardino Ochino—, que llevaron como refugiados a Inglaterra. Vermigli también trajo consigo la epístola Ad Caesarium Monachum, supuestamente escrita por san Juan Crisóstomo (ahora considerada una falsificación), que proporcionó las bases patrísticas contra la presencia real. Estos documentos influyeron a Cranmer en sus opiniones sobre la eucaristía.
En marzo de 1549, la ciudad de Estrasburgo expulsó a Martín Bucero y Paul Fagius. Inmediatamente, Cranmer los invitó a refugiarse en Inglaterra y prometió que serían ubicados en las universidades. Según MacCulloch, cuando llegaron el 25 de abril, Cranmer estaba encantado de conocer a Bucero luego de dieciocho años de comunicación por correspondencia. Necesitaba a estos eruditos para formar una nueva generación de predicadores, así como en la reforma de la liturgia y doctrina. Otro de los que aceptaron sus invitaciones fue el reformista polaco Jan Łaski, pero fue incapaz de convencer a Osiander y Melanchthon.

## Libro de Oración Común

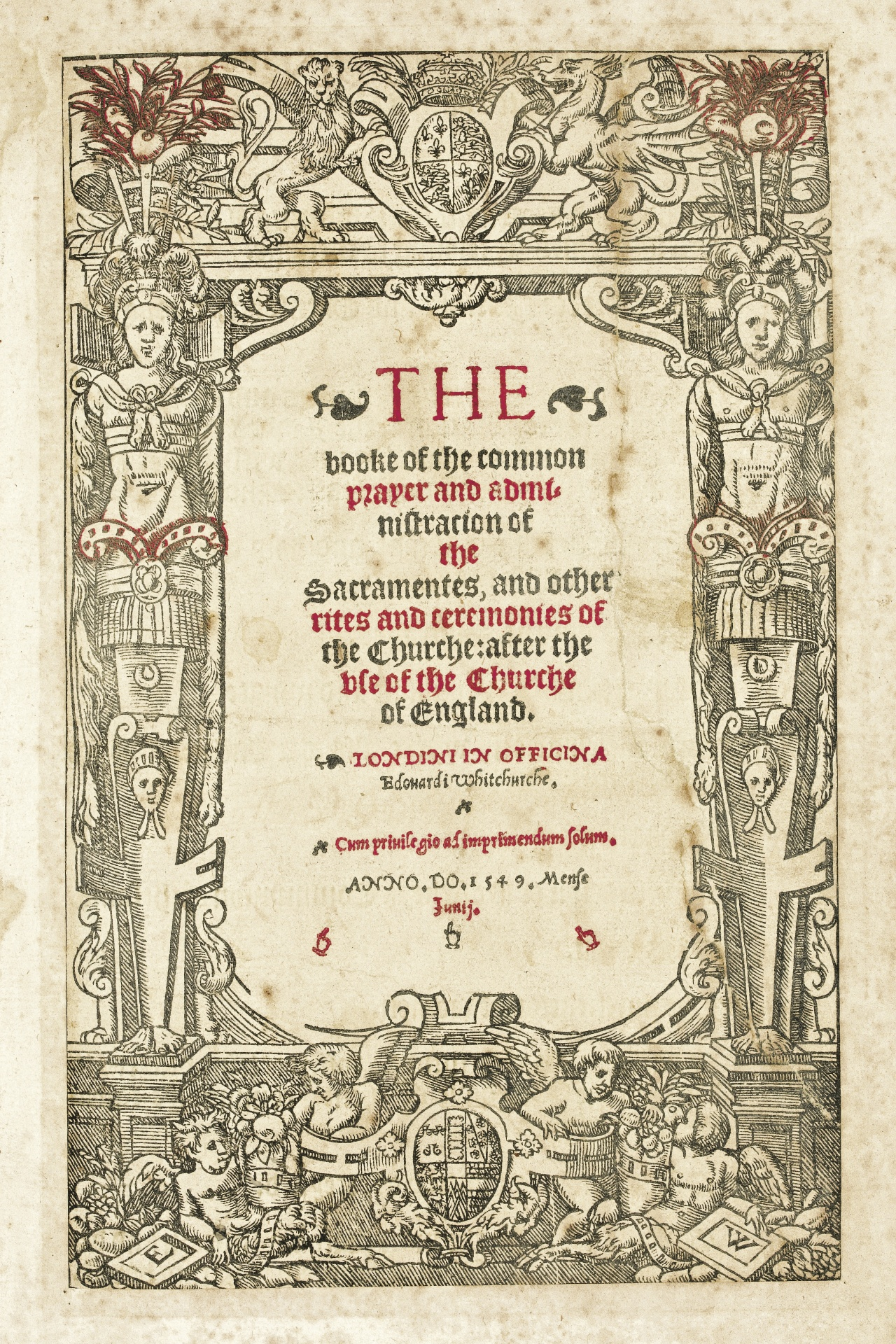
Portadilla del Libro de Oración Común (1549).

A medida que se extendió el uso del inglés en los servicios de adoración, se hizo evidente la necesidad de una liturgia uniforme y completa para la Iglesia anglicana. Las primeras reuniones para iniciar lo que se convertirá en el Libro de Oración Común tuvieron lugar en la antigua abadía de Chertsey y en el castillo de Windsor en septiembre de 1548. La lista de participantes solo puede ser reconstruida parcialmente, pero MacCulloch supone que estaban equilibrados entre conservadores y reformistas. Estas reuniones fueron seguidas de un debate sobre la eucaristía en la Cámara de los Lores, entre el 14 y 19 de diciembre. Cranmer anunció públicamente en este debate que había abandonado la doctrina de la presencia real y creía que la presencia eucarística era solo espiritual. Después de Navidad, el Parlamento respaldó la publicación del Libro de Oración Común al aprobar el Acta de Uniformidad de 1549. También legalizaron el matrimonio clerical.
El historiador David Selwyn indicó que es difícil determinar cuánto del Libro de Oración Común fue escrito por Cranmer. Varios eruditos litúrgicos han sido capaces de rastrear las fuentes que utilizó, como el Rito de Sarum, manuscritos de Hermann von Wied y varias fuentes luteranas, como Osiander y Justus Jonas. También resulta problemático determinar cómo Cranmer trabajó en el libro y con quién. No obstante, aunque falta información sobre quiénes le pudieron haber ayudado, tradicionalmente le han dado el crédito de la dirección editorial y la estructura general del libro.
El 9 de junio de 1549, el uso del nuevo libro de oración se hizo obligatorio, lo que desencadenó una serie de protestas en Devon y Cornualles —donde el idioma inglés aún no era de uso común— en la llamada «rebelión del Libro de Oración Común». A principios de julio, la insurrección se había extendido a otras puntos en el este de Inglaterra. Los rebeldes hicieron varias demandas, que incluían la restauración de los «seis artículos», el uso del latín en la misa con el pan consagrado para los laicos, la restauración de las oraciones por las almas del purgatorio y la reconstrucción de las abadías. Cranmer escribió una dura respuesta a estas demandas al rey en la que denunció la iniquidad de la rebelión. El 21 de julio, Cranmer se apoderó de la catedral de San Pablo y defendió vigorosamente la orientación reformadora de la Iglesia. Un borrador de su sermón —el único ejemplo existente de su predicación por escrito en toda su carrera— revela que colaboró con Vermigli en hacer frente a la rebelión.

## Consolidación de los beneficios

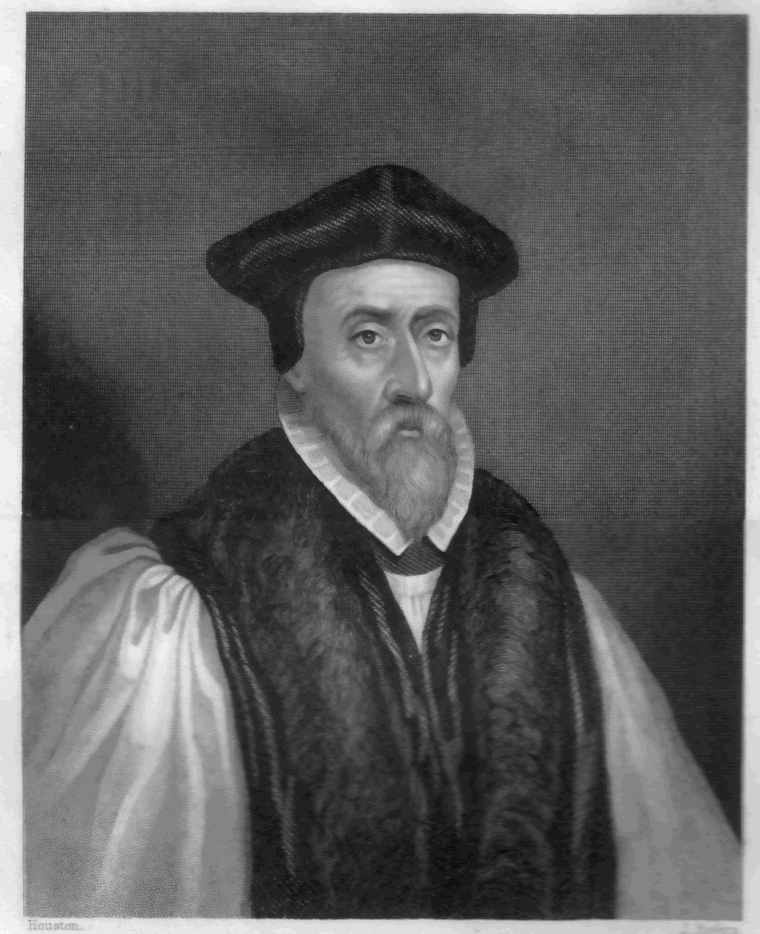
John Hooper fue influenciado por la reforma de Zuinglio y abogó por cambios más radicales.

La rebelión del Libro de Oración Común y otros sucesos tuvieron un efecto negativo en la regencia de Seymour. El consejo privado se dividió cuando un grupo de consejeros disidentes se aliaron con John Dudley para derrocar a Seymour. Inicialmente, Cranmer y otros dos consejeros —William Paget y Thomas Smith— se manifestaron en favor de Seymour. Sin embargo, tras una conversación por correspondencia entre las dos partes, ocurrió un incruento golpe de Estado que terminó con el protectorado de Seymour el 13 de octubre de 1549. Aunque no contaban con el apoyo de políticos religiosamente conservadores tras el golpe de Dudley, los reformistas lograron mantener el control del nuevo gobierno y la Reforma anglicana continuó consolidando su poder. Seymour fue encarcelado en la Torre de Londres, pero fue liberado el 6 de febrero de 1550 y regresó al consejo. Cranmer logró transferir a Nicholas Ridley, su antiguo capellán, de una sede menor de Rochester a la diócesis de Londres; John Ponet ocupó la posición de Ridley. Los consejeros conservadores fueron destituidos y remplazados con reformistas. El primer resultado de la cooperación y concertación entre Cranmer y Bucero fue el Ordinal, la liturgia de la ordenación de sacerdotes. Faltaba en la primera edición del Libro de Oración Común y no se publicó hasta 1550. Cranmer aprobó el borrador de Bucero y creó tres oficios para nombrar diáconos, sacerdotes y obispos. En el mismo año, publicó la Defensa de la verdadera doctrina católica del sacramento del cuerpo y de la sangre de Nuestro Salvador, Cristo (Defence of the True and Catholic Doctrine of the Sacrament of the Body and Blood of Christ), una explicación semioficial de la teología eucarística en el Libro de Oración Común. Fue el primer libro completo que llevaba el nombre de Cranmer en la portadilla. El prefacio resumía su disputa con Roma en un conocido pasaje donde comparó «rosarios, indulgencias, peregrinaciones y otras cosas del papado» con «malas hierbas» y que las «raíces» de aquellas eran la transubstanciación, la presencia real y el naturaleza sacrificial de la misa.
Aunque Bucero colaboró en el desarrollo de la Reforma anglicana, estaba bastante preocupado por la velocidad en que progresaba. Tanto Bucero con Fagius se habían dado cuenta de que el Libro de Oración Común de 1549 no era un avance notable, aunque Cranmer aseguró a Bucero que solo era el primer paso y que sería temporal. Sin embargo, para el invierno de 1550, Bucero se estaba desilusionando. Cranmer trató de que no se sentiera marginado y se mantuvo en contacto con él. Esta atención sirvió en la «controversia sobre las vestiduras», un incidente iniciado por John Hooper, seguidor de Heinrich Bullinger, quien había regresado recientemente de Zúrich. Hooper estaba disgustado con el Libro de Oración Común y el Ordinal y se opuso particularmente al uso de ceremonias y vestimentas. Cuando el consejo privado lo seleccionó para ser el obispo de Gloucester el 15 de mayo de 1550, estableció en sus condiciones que no iba a llevar las vestiduras obligatorias. Jan Łaski fue uno de los reformistas continentales que lo apoyaron. Łaski se había convertido en líder de la Dutch Church en Londres, un lugar de culto designado para los protestantes refugiados. En su congregación, las prácticas litúrgicas habían tomado una dirección diferente a las de Cranmer. Sin embargo, Bucero y Vermigli —quienes simpatizaban con la opinión de Hooper— apoyaron los argumentos de Cranmer sobre la autoridad y sostén de la Iglesia. Cranmer y Ridley se mantuvieron firmes. Esto condujo al encarcelamiento de Hooper, quien finalmente cedió. Fue consagrado el 8 de marzo de 1551 de acuerdo con el Ordinal y predicó ante el rey con sus vestiduras episcopales. Se mantuvo la visión de Cranmer de una reforma por medio de cambios cuidadosos y bajo la autoridad del gobierno.

## Fin del programa de reformas
El papel político de Cranmer disminuyó cuando, el 16 de octubre de 1551, Seymour fue arrestado por supuesta traición. En diciembre fue llevado a juicio y, aunque fue absuelto de la traición, fue declarado culpable de felonía y sentenciado a muerte el 22 de enero de 1552. Este fue el inicio del distanciamiento entre Cranmer y Dudley, que se agravó durante ese año con la apropiación gradual de los bienes eclesiásticos por la regencia. Incluso en toda esa agitación política, Cranmer trabajaba simultáneamente en tres grandes proyectos de su programa de reformas: la modificación del Derecho canónico, la revisión del Libro de Oración Común y la formación de una declaración de la doctrina.

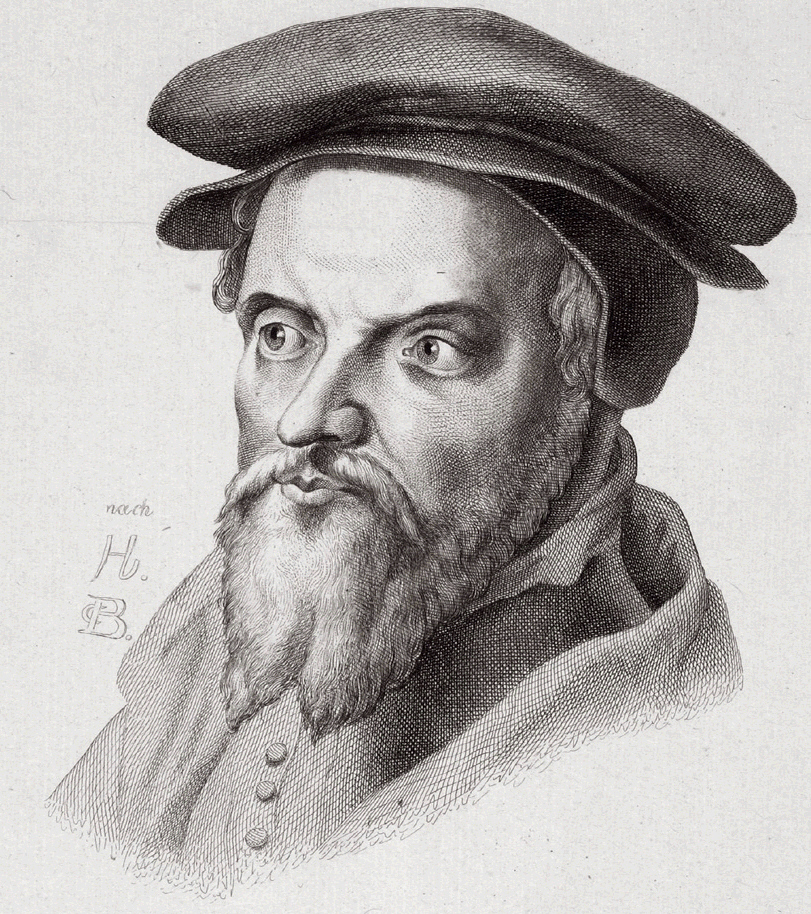
Pedro Mártir Vermigli, uno de los principales colaboradores de Cranmer en la Reforma anglicana.

El Derecho canónico original que definía al gobierno de la Iglesia necesitaba una clara revisión tras la ruptura de Enrique VIII con Roma. Se realizaron varios intentos en todo el reinado de Enrique VIII, pero los proyectos iniciales fueron abandonados cuando la velocidad de la reforma superó el tiempo necesario para trabajar en una revisión. En diciembre de 1551, cuando la reforma se estabilizó, Cranmer formó un comité para reiniciar el trabajo. Llamó a Vermigli y también invitó a Łaski y Hooper a participar, lo que resalta su habilidad para perdonar acciones pasadas. Cranmer y Vermigli consideraron que, si redactaban un buen código de Derecho eclesiástico reformado, tendrían repercusión internacional. Cranmer planeaba reunir a todas las iglesias reformadas de Europa bajo el liderazgo de Inglaterra para enfrentarse al Concilio de Trento, la respuesta de la Iglesia católica a la Reforma protestante. En marzo de 1552, invitó a los reformistas continentales más importantes, Bullinger, Juan Calvino y Melanchton, a Inglaterra para que participasen en un concilio ecuménico. Sin embargo, Melanchthon no respondió; Bullinger indicó que ninguno de ellos podía salir de Alemania —ya que estaba inmersa en un conflicto militar entre el emperador y los príncipes luteranos—, mientras que Calvino mostró poco entusiasmo y contestó que no podía ir. En su respuesta a Calvino, Cranmer escribió: «Entretanto, vamos a reformar la Iglesia de Inglaterra al máximo de nuestra capacidad y trabajaremos para que sus doctrinas y leyes se mejoren a imagen de las Sagradas Escrituras». Actualmente, solo existe un manuscrito parcial del proyecto con las correcciones y comentarios de Cranmer y Vermigli. Cuando se presentó la versión definitiva al Parlamento, la amistad entre Cranmer y Dudley había desaparecido y el regente puso fin al proyecto del Derecho canónico en la Cámara de los Lores.
Como pasó en la primera edición del Libro de Oración Común, los orígenes y los participantes de la nueva revisión son poco conocidos, pero es probable que Cranmer haya dirigido el proyecto y su desarrollo. Posiblemente había comenzado antes de finales de 1549, porque la convocatoria de Canterbury se reunió para discutir el asunto en esas fechas. A finales de 1550, Vermigli y Bucero buscaron la manera en que la liturgia pudiese mejorar e influir significativamente en la revisión. La presencia espiritual se aclaró con el uso de palabras completamente diferentes cuando los comulgantes reciben el pan y el vino. Nuevas adiciones señalaban que el curato podía utilizar cualquier tipo de pan o vino y de esta forma se desvinculó de cualquier presencia física. El nuevo libro eliminó la posibilidad de oraciones por los muertos, ya que implicaban apoyar la doctrina del purgatorio. El Acta de Uniformidad de 1552, que autorizó el uso del libro, determinó que el Libro de Oración Común se utilizaría a partir del 1 de noviembre. Sin embargo, la versión final no se publicó de manera oficial hasta casi último minuto, debido a la intervención de Dudley. Mientras viajaba por el norte del país, Dudley se reunió con el reformista escocés John Knox, quien vivía entonces en Newcastle upon Tyne. Impresionado por su predicación, Dudley lo seleccionó para ser su capellán real y lo llevó al sur para participar en los proyectos de reforma. En un sermón ante el rey, Knox negó la práctica de arrodillarse durante la comunión. El 27 de septiembre de 1552, el consejo privado detuvo la impresión del nuevo Libro de Oración Común y comunicaron a Cranmer que debía revisarlo. Respondió con una larga carta argumentando de que el Parlamento contaba con la aprobación real para hacer cualquier cambio en la liturgia. El 22 de octubre, el consejo decidió mantener la liturgia tal como estaba y añadió la llamada «rúbrica negra» (Black Rubric), que explicaba que no había adoración si alguien se arrodillaba en la comunión.
Las bases de declaración de la doctrina —que con el tiempo se convirtieron en los «cuarenta y dos artículos»— también son inciertos. Para diciembre de 1549 el arzobispo exigía a su obispos a suscribirse a determinados artículos doctrinales. En 1551, Cranmer presentó la versión de un credo de los obispos, pero su estatus legal era ambiguo. Cranmer no dedicó mucho esfuerzo al desarrollo de los artículos, posiblemente porque estaba trabajando en la revisión del Derecho canónico. Estuvo más interesado en la declaración de la doctrina después de que fracasaron los planes de un concilio ecuménico. En septiembre de 1552, Cranmer y John Cheke trabajaban en los borradores de los artículos. Cheke, amigo en su etapa de estudiante, se encargó de traducirlo al latín. Cuando los «cuarenta y dos artículos» fueron publicados en mayo de 1553, la portada decía que los artículos fueron acordados en la Convocatoria y publicados con la autoridad del rey, pero esto no era cierto y este error posiblemente ocurrió por problemas de comunicación entre el arzobispo y el consejo privado. Cranmer se quejó de esto ante el consejo, pero la respuesta de las autoridades fue que los artículos se crearon durante la época de la Convocatoria, tratando de evadir una respuesta directa. El consejo dio a Cranmer la tarea de pedir a los obispos que suscribieran los artículos, pero muchos se oponían y señalaron la anomalía de la portada. Mientras Cranmer llevaba a cabo este deber, una serie de eventos entorpecerían las suscripciones.

## Juicios, retractaciones y sentencia de muerte

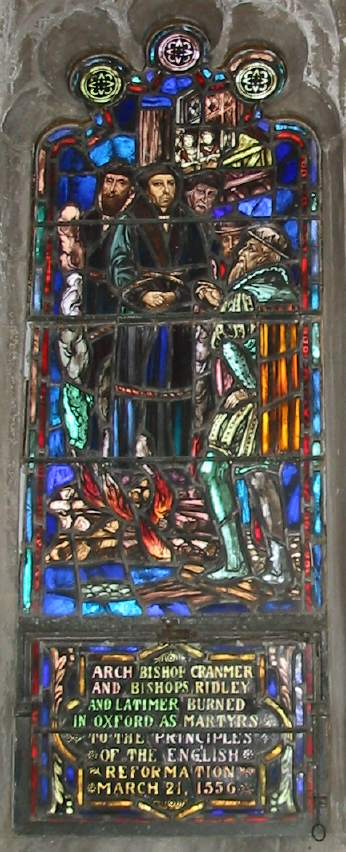
Vitral con las imágenes de Cranmer, Latimer y Ridley, los mártires de Oxford.

Eduardo VI cayó gravemente enfermo de tuberculosis a los quince años de edad y los consejeros se preocuparon de que no tuviera mucho tiempo de vida. En mayo de 1553, el consejo envió varias cartas a los reformistas continentales asegurando que la salud del rey estaba mejorando. Entre las cartas había una dirigida a Melanchthon que lo invitaba a Inglaterra para ocupar el puesto de Regius Professor of Divinity en Cambridge, que estaba vacante desde la muerte de Martín Bucero en febrero de 1551. Tanto Enrique VIII como Cranmer habían fracasado previamente en convencer a Melanchthon de venir; esta vez el consejo hizo un esfuerzo en enviarle un anticipo para cubrir sus gastos de viaje. Cranmer envió una carta personal instándole a tomar la oferta. A pesar de excusarse, Melanchthon nunca hizo el viaje a Inglaterra. Mientras tenía lugar este esfuerzo por consolidar la reforma, el consejo trabajaba en convencer a varios jueces para entronar a Juana Grey, prima de Eduardo y de religión protestante, en lugar de María, hija de Enrique VIII y Catalina de Aragón y de fe católica. El 17 de junio de 1553, el rey señaló en su testamento que Juana le sucedería, contraviniendo la Tercera Acta de Sucesión. Cranmer trató de hablar con Eduardo VI en privado, pero no accedió y su audiencia con él fue en presencia de los consejeros. Eduardo VI dijo que mantenía lo que había escrito en su testamento. Probablemente Cranmer decidió apoyar a Juana antes del 19 de junio, cuando se enviaron órdenes reales para la Convocatoria que reconocería la nueva sucesión.
A mediados de julio, hubo revueltas provinciales a favor de María y el apoyo a Juana en el consejo disminuyó. Cuando María fue proclamada reina, fueron encarcelados Dudley, Ridley, Cheke y Henry Grey —padre de Juana y duque de Suffolk—, pero no se tomaron medidas contra el arzobispo. El 8 de agosto, Cranmer ofició el funeral de Eduardo VI, de acuerdo a los ritos del Libro de Oración Común. Durante estos meses, aconsejó a sus colaboradores, como Vermigli, a que huyeran del país, pero él mismo decidió quedarse. Los obispos reformados fueron destituidos y remplazados por clérigos conservadores, como Edmund Bonner, que restauraron sus antiguas posiciones. Los historiadores Ayris y Selwyn aseguraron que Cranmer no se dejó vencer sin luchar. Cuando se difundieron rumores de que había autorizado la misa en la catedral de Canterbury, lo negó y dijo: «... toda doctrina y religión, [elaborada] por nuestro señor soberano el rey Eduardo VI, es [cada vez] más pura y acorde a la palabra de Dios que cualquiera que haya sido utilizada en Inglaterra en estos mil años». No en vano, el gobierno consideró que las palabras de Cranmer equivalían a una sedición. El 14 de septiembre le ordenaron presentarse ante el consejo de la Cámara Estrellada y en ese día Cranmer se despidió de Vermigli por última vez. Fue enviado directamente a la Torre de Londres, uniéndose a Hugh Latimer y Nicholas Ridley.
El 13 de noviembre de 1553, Cranmer y otros cuatro prisioneros fueron enjuiciados por traición. Varios enemigos de Cranmer testificaron que él había alentado a la herejía y escrito obras heréticas. Fueron declarados culpables y condenados a muerte. En febrero de 1554 ejecutaron a Juana Grey y otros rebeldes. Después tocaba el turno a los reformistas: a partir del 8 de marzo, el consejo privado ordenó que Cranmer, Latimer y Ridley fueran trasladados a la prisión Bocardo en Oxford a la espera de un segundo juicio por herejía. En esos días, Cranmer pasó por contrabando una carta a Vermigli, quien había huido a Estrasburgo. En ella señaló que la situación desesperada de la Iglesia era una prueba de que el final se acercaba: «¡Ruego para que Dios nos permita perseverar hasta el fin!». Cranmer permaneció aislado en la prisión durante diecisiete meses antes de que comenzara el juicio, el 12 de septiembre de 1555. Aunque se llevó a cabo en Inglaterra, el juicio estaba bajo jurisdicción papal y el veredicto final llegaría de Roma. En el interrogatorio, Cranmer admitió cada hecho que se le presentaba, pero negó cualquier traición, desobediencia o herejía. El juicio de Latimer y Ridley comenzó poco después, pero sus veredictos se emitieron casi de inmediato y fueron quemados en la hoguera el 16 de octubre. Cranmer fue llevado a una torre para seguir con el proceso. El 4 de diciembre, la Santa Sede decidió el destino de Cranmer: privarlo del arzobispado y permitir a las autoridades seculares decidir su condena.

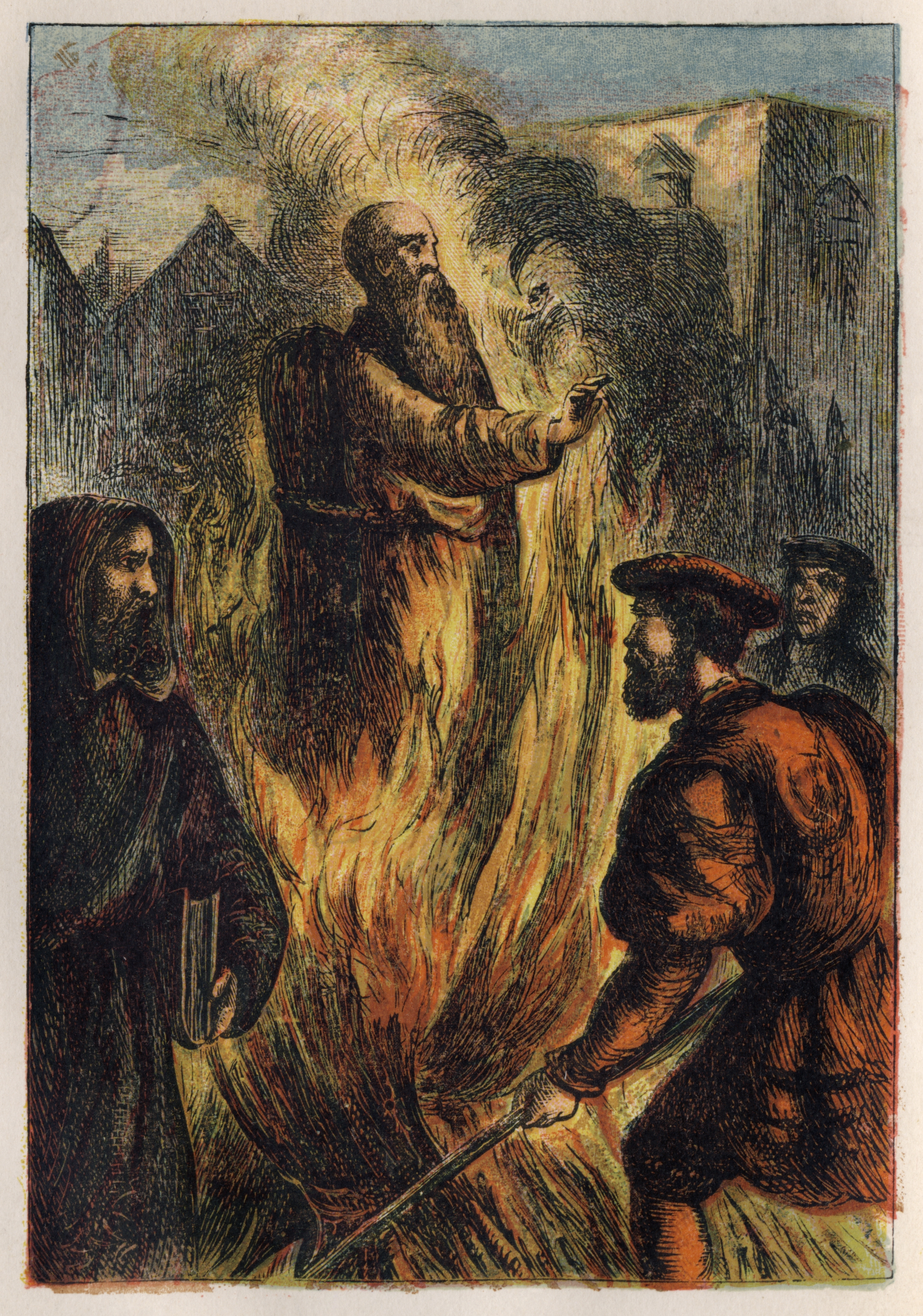
Ejecución de Cranmer, en El libro de los mártires. Aquí se aprecia el momento en que intenta quemar su mano derecha primero.

En sus últimos días, las circunstancias de Cranmer cambiaron, lo que condujo a varias retractaciones. El 11 de diciembre, fue sacado de Bocardo y llevado a la casa del decano de Christ Church. Este nuevo entorno era muy diferente al de sus dos años de prisión. Estaba en una comunidad académica y era tratado como invitado. Recibido por el fraile dominico Juan de Villagarcía, discutió temas como la supremacía papal y el purgatorio. En sus primeras cuatro retractaciones, entre finales de enero y mediados de febrero, se sometió a la autoridad del rey y la reina y reconoció al papa como cabeza de la Iglesia. El 14 de febrero de 1556, fue degradado de sus órdenes religiosas y regresó a Bocardo. En realidad, Cranmer había cedido poco en su postura y Edmund Bonner no estaba satisfecho con estas confesiones. El 24 de febrero, el alcalde de Oxford emitió la orden de ejecución y la fijó para el 7 de marzo. Dos días después del anuncio de la orden judicial, se publicó una quinta declaración —la primera que se podría considerar una verdadera retractación—. Cranmer rechazó toda la teología luterana y zuingliana, aceptó plenamente la doctrina católica —así como la supremacía papal y la transubstanciación— y afirmó que no había salvación fuera de la Iglesia católica. Dijo que estaría alegre si volvía a la fe católica. También solicitó la absolución sacramental, la cual fue concedida y pudo participar de la misa. Se pospuso la ejecución en la hoguera y, bajo la práctica habitual del derecho canónico, debía ser absuelto. Sin embargo, María I decidió que no era posible un nuevo aplazamiento. La última retractación de Cranmer fue emitida el 18 de marzo y en ella se aprecia un hombre destrozado y confesando todo pecado. Aunque el derecho canónico estipulaba que los herejes retractados podían ser indultados, María I quiso dar ejemplo con Cranmer y argumentó que «su iniquidad y obstinación era tan grande contra Dios y su gracia que su clemencia y misericordia no podrían tener lugar con él» y prosiguió con la ejecución.
A Cranmer le dieron la oportunidad de una retractación final, pero esta vez en público durante un servicio religioso en University Church of St Mary the Virgin. Escribió y envió el discurso con antelación y se publicó después de su muerte. En el día de su ejecución, Cranmer inició una oración en el púlpito y una exhortación a obedecer al rey y la reina, pero terminó su sermón con algo inesperado al desviarse del discurso preparado. Renunció a las retractaciones que había escrito o firmado con su propia mano desde su degradación y, como tal, exigió que debía ser quemada primero. Luego dijo: «Y en cuanto al papa, lo rechazo, como el enemigo de Jesús y el Anticristo con toda su falsa doctrina». Fue sacado del púlpito y llevado a donde Latimer y Ridley habían muerto seis meses antes. Mientras las llamas crecían a su alrededor, colocó su mano derecha en el corazón del fuego mientras decía «esta mano indigna» y sus últimas palabras fueron: «Señor Jesús, recibe mi espíritu... Veo los cielos abiertos y a Jesús de pie a la diestra de Dios».

## Repercusiones y legado

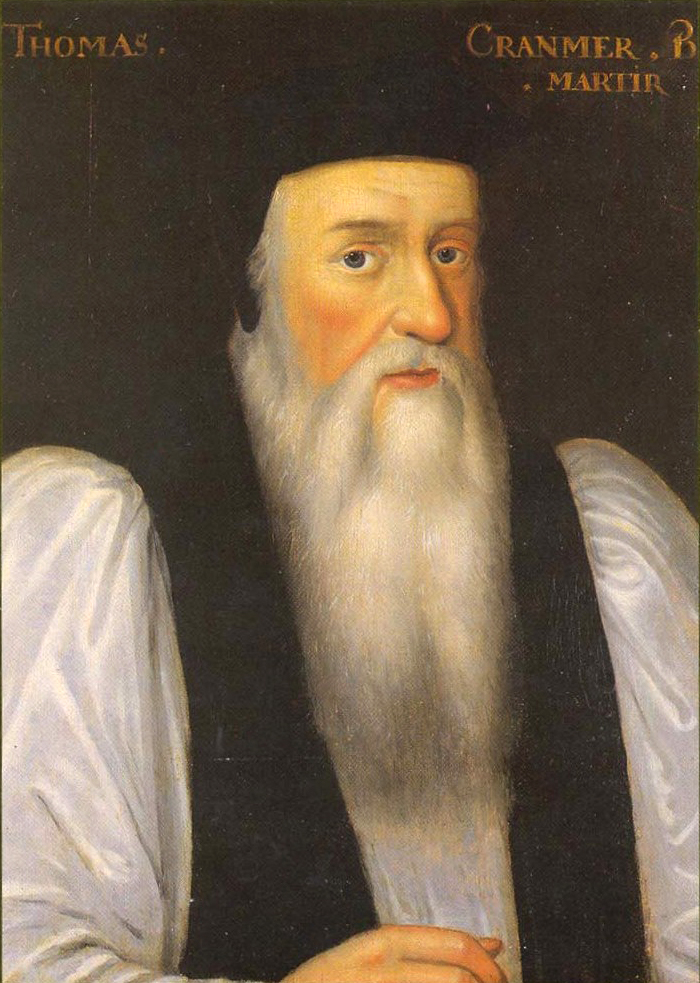
Retrato pintado por un artista desconocido después de la muerte de Enrique VIII. Se decía que su barba significaba su luto por el rey y su rechazo a Iglesia católica.

El gobierno de María I publicó un folleto con las seis retractaciones y el discurso que dio en University Church. No se mencionaba el rechazo posterior a sus retractaciones, aunque la noticia ya era del dominio público, lo que socavó la eficacia de la propaganda de la reina. Del mismo modo, el partido protestante tuvo dificultades en aprovecharse del evento por las retractaciones de Cranmer. La propaganda de los exiliados se concentró en la publicación de varios ejemplares de sus escritos. Finalmente, John Foxe relató la vida de Cranmer en su libro Hechos y monumentos (Acts and Monuments) o El libro de los mártires (Book of Martyrs), impreso por primera vez en 1563. La familia del arzobispo, todavía en vida de este, había sido desterrada al continente en 1539. No se sabe exactamente cuándo regresaron a Inglaterra, pero fue poco después del ascenso de Eduardo VI en 1547 que Cranmer reconoció públicamente su existencia. Tampoco se tiene información sobre la infancia de sus hijos. Su hija Margaret probablemente nació en los años 1530 y su hijo Thomas nació más tarde, quizás durante el reinado de Eduardo VI. En los días de la coronación de María I, la esposa de Cranmer, Margarete, escapó a Alemania, mientras que su hijo fue confiado a su hermano, Edmund Cranmer, quien también lo llevó consigo al continente. Margarete Cranmer se casó con el editor favorito del arzobispo, Edward Whitchurch. La pareja regresó a Inglaterra después del reinado de María I y se estableció en Surrey. Whitchurch negoció el matrimonio de su hijastra con Thomas Norton. Murió en 1562 y su viuda casó por tercera vez para Bartholomew Scott. Margarete murió en los años 1570. Los dos hijos de Cranmer murieron sin descendencia y la línea genealógica se extinguió.
Cuando Isabel llegó al poder, se restauró la independencia de la autoridad papal con el nuevo reglamento religioso. El proceso revirtió la Iglesia de Inglaterra a un estado similar al que tenía en septiembre de 1552. Así, el Libro de Oración Común de la etapa isabelina básicamente era la edición de Cranmer de 1552, pero sin la «rúbrica negra». En la Convocatoria de 1563, los «cuarenta y dos artículos» —que nunca fueron adoptados por la Iglesia— se alteraron en la parte de la doctrina eucarística para crear los «treinta y nueve artículos». La mayoría de los exiliados regresó y se reinstalaron en la Iglesia. Para algunos, como Edmund Grindal —arzobispo de Canterbury durante el reinado de Isabel—, Cranmer proporcionó un ejemplo brillante cuyo trabajo debía ser mantenido y ampliado. Las mayores preocupaciones de Cranmer eran mantener la supremacía del rey y la difusión de la teología y práctica reformada. Los estudiosos señalan que será recordado por su contribución a la literatura e identidad cultural. Su prosa orientó el desarrollo del idioma inglés y el Libro de Oración Común fue una importante contribución a la literatura inglesa, que influyó en el mundo de habla inglesa y condujo el culto anglicano por cuatrocientos años.
Algunos biógrafos católicos representan a Cranmer como «oportunista sin principios», «nicodemista» y «herramienta de la tiranía real». Por otro lado, los biógrafos hagiográficos protestantes pasan por alto los momentos en que traicionó a sus propios principios. Sin embargo, ambos bandos están de acuerdo en que Cranmer era un estudioso comprometido, cuya vida tenía las fortalezas y debilidades de un reformador muy humano y, muchas veces, poco apreciado. La Comunión anglicana lo conmemora como mártir de la Reforma el 21 de marzo, aniversario de su muerte.